# Iglesia de la Santa Cruz (Manhattan)

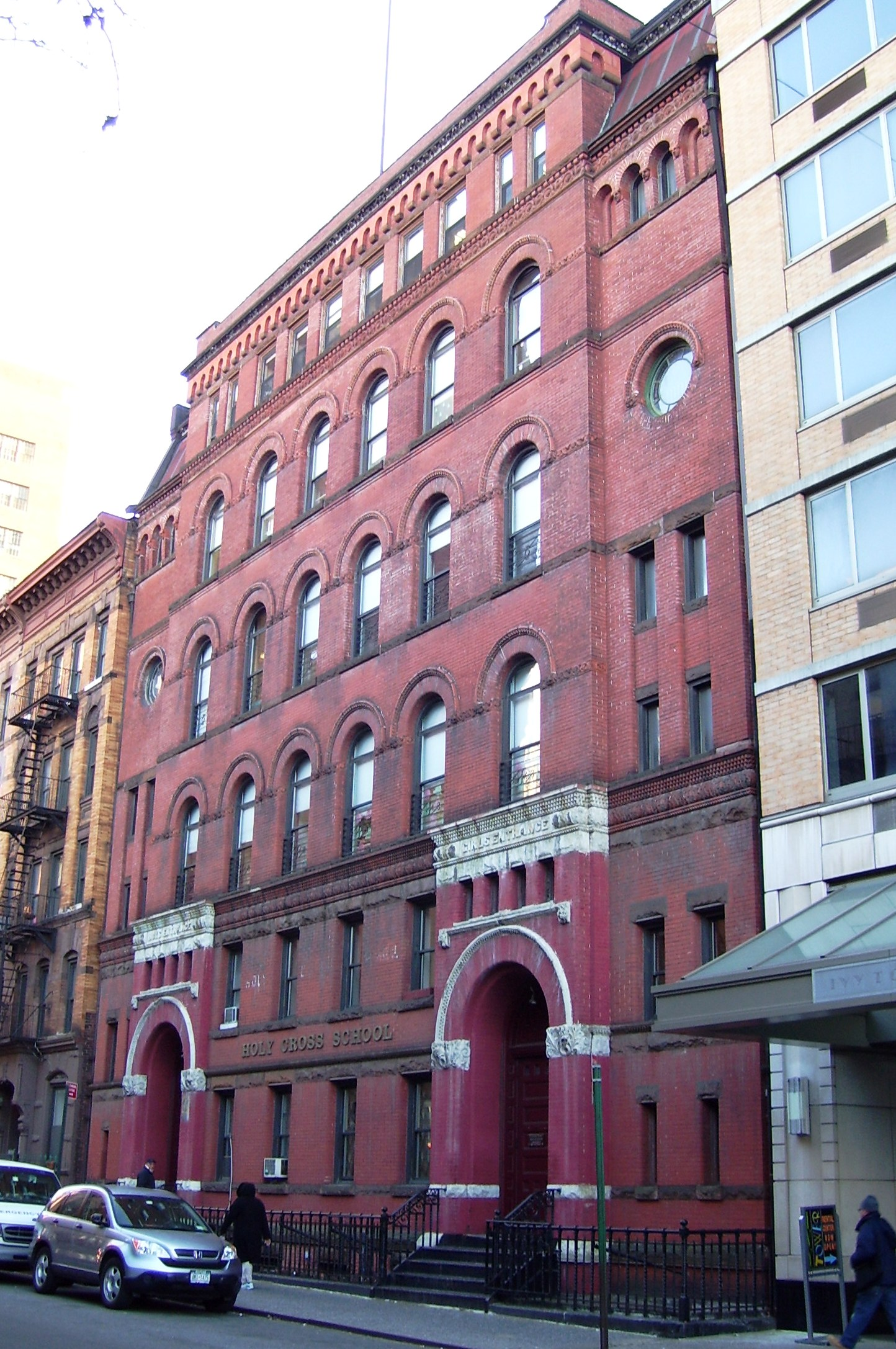
Antiguo colegio de la Santa Cruz, hoy Academia de la Salle

La Iglesia de la Santa Cruz es una iglesia católica ubicada en el 329 de la Calle 42 Oeste entre las avenidas Octava y Novena en el barrio Hell's Kitchen de Manhattan, Nueva York, cerca de Times Square y frente del Terminal de Autobuses de la Autoridad Portuaria.

## Historia
La parroquia de la Santa Cruz fue establecida, y su iglesia construida, en 1852. En 1854 se construyó un nuevo edificio pero en 1867 un rayo causó un incendio que lo daño severamente. La actual iglesia fue construida en 1870 según un diseño de Henry Engelbert en el mismo sitio de la estructura anterior. Es el edificio más antiguo de la calle 42. El colegio de la Santa Cruz, ubicado detrás de la iglesia, en el 332 de la calle 43 oeste, fue construido en 1887 según un diseño de Lawrence J. O'Connor.
Desde 1900, la iglesia de la Santa Cruz ha trabajado con políticos, la polícia y grupos de la comunidad para combatir la pobreza, el crimen y la drogadicción en el vecindario. La parroquia es especialmente asociado con la actividad del reverendo Francis P. Duffy.
En 2015, la parroquia de la Santa Cruz se fusionó con la parroquia de San Juan Bautista ubicada en la calle 30 oeste.

## Arquitectura
El exterior de la iglesia es una fachada de ladrillo rojo con torres gemelas en los laterales de un estilo gótico italiano.  En el interior, la iglesia muestra una mixtura ecléctica de arquitectura georgiana, neorrománico y neobizantina.  Las principales medidas son de 30.5 metros de fondo y 25 de ancho en planta de cruz latina. Una cúpula, coronada por una cruz, se levanta en la intersección de la nave y el transepto. La altura desde el piso hasta el tope de la cruz es de 45 metros.
Los nueve vitrales en el cancel fueron fabricadas por Mayer & Company of Munich. Louis Comfort Tiffany diseñó los mosaicos debajo de la cúpula y en el santuario. Tiffany también diseñó los vitrales en el claristorio y las ventanas circulares del transepto.
La fachada de ladrillo rojo y terracota del colegio fue diseñado en un estilo neorrománico.

## Servicios
La iglesia celebra misas en inglés y español. La iglesia también administra una cocina para los pobres denominada "Crossroads Food Pantry" y conduce un programa religioso de nombre "LAMP Missionary" para la asistencia de residentes locales y visitantes que desean recibir consejo religioso.

## Música
El canto de música coral se da tanto en español como inglés. Existe un gran piano cercano al altar mayor y un órgano Aeolian-Skinner en la galería instalado en 1933 y completado en 1947. Reemplazó un órgano construido en 1882 por J.H. & C.S. Odell.  El órgano original, que fue construido por Hall and Labagh en 1854, fue destruido en el incendio de 1867.

## Padre Duffy
La iglesia de la Santa Cruz es conocida informalmente como la "iglesia del padre Duffy" en honor al reverendo Francis P. Duffy. Duffy fue capellán de los "Fighting Irish" el 69° Regimiento de Infantería de Nueva York durante la Primera Guerra Mundial y fue condecorado por sus servicios. Luego de la guerra, en 1921, Duffy fue nombrado rector de la parroquia de Santa Cruz. Luego fue elevado a pastor. El padre Duffy atendió la iglesia hasta su muerte en 1932. Ese año instituyó la "misa de impresores" los domingos a las 2:30 A.M. para trabajadores del New York Times, Herald Tribune, Daily News y Daily Mirror cuyos turnos requerían que trabajen hasta la madrugada. El padre Duffy es conmemorado por una estatua de bronce ubicada en el vértice norte de Times Square en el cruce de la Calle 46 Oeste, Broadway y la Séptima Avenida and Broadway. Este espacio se llama, oficialmente, Duffy Square.